# برومات البوتاسيوم
برومات البوتاسيوم مركب كيميائي له الصيغة KBrO3، وهي مادة مؤكسدة قوية جدا وتأخذ شكل بلورات بيضاء أو مسحوق.
تستخدم برومات البوتاسيوم كمادة محسنة للخبز ولأغراض أخرى مثل تعقيم المياه وأدوات التجميل ولكن بعد تبين اضرارها ومعرفة بعض مضاعفاتها الصحية تم إيقاف استخدامها في بعض الدول.

## التحضير
يمكن أن يحضر المركب من تفاعل إضافة البروم إلى محلول مركز وساخن من البوتاس الكاوي، مما ينتج عنه راسب من برومات البوتاسيوم، في حين يبقى بروميد البوتاسيوم منحلاً:
{\displaystyle {\ce {Br2 + 2KOH -> KBr + KOBr + H2O}}}
{\displaystyle {\ce {3KOBr -> 2KBr + KBrO3}}}

## استخدام برومات البوتاسيوم
تستعمل المضافات الغذائية لحفظ الأغذية أو تغيير الطعم أو اللون أو الملمس، الخ. ومنها ما يستخدم كمادة مضافة للأطعمة، ولها فوائد أخرى، ومنها برومات البوتاسيوم التي تضاف إلى:
- الدقيق أو كمادة محسنة للخبز maturing agent
- عجينة السمك Fish paste
- الأجبان والبيرة.
- تعقيم المياه.
- مساحيق التجميل.

## مخاطر ومضاعفات برومات البوتاسيوم
اكتشف العلماء أن برومات البوتاسيوم مادة مسرطنة، حيث إنها تسببت في سرطان الغدة الدرقية والخصيتين عند إعطائها لحيوانات تجارب (فئران) بجرعة 1.0 غرام لكل لتر من الماء وفي بحث منفصل وجد أنها تسبب سرطان الأمعاء والمثانة وورم الوطاء (بالإنجليزية: Hypothalamus)‏.
- تعتبر مادة سامة للأعصاب والكلى.
كما أن استخدام أملاح برومات الصوديوم يشابه تأثيرها ومضاعفاتها برومات البوتاسيم NaBro3، إذ إن الخطورة الصحية ناتجة من البرومات.
وقد تم حظر برومات البوتاسيوم من استخدامها في المنتجات الغذائية في الاتحاد الأوروبي، كندا، نيجيريا، البرازيل،  كوريا الجنوبية وبيرو وبعض الدول الأخرى. تم حظره في سريلانكا في عام 2001  والصين في عام 2005.
في الولايات المتحدة، لم يتم حظره. لأن إدارة الاغذية والعقاقير أجازت استخدام برومات قبل إصدار قانون ديلاني الذي يحظر أي من الأغذية والأدوية ومستحضرات التجميل التي يحتمل أن تكون مسرطنة عام 1958. ولكن منذ عام 1991 حثت إدارة الاغذية والعقاقير الخبازين لوقف استخدامه طوعا. في كاليفورنيا يفرض كتابة تحذير عند استخدامه في الخبز بكلمة "bromated".
توقف مصنعي السلع المخبوزة اليابانية عن استخدام برومات البوتاسيوم طوعا في عام 1980، ومع ذلك، يامازاكي للمحبوزات استأنفت استخدامه في عام 2005، زاعمة أنها تستعمل طرق إنتاج جديدة لتقليل كمية المادة الكيميائية المتبقية في المنتج النهائي.